# European Sports Security Association
La European Sports Security Association (ESSA) è una organizzazione "no-profit", i cui membri sono i principali operatori bookmaker online in Europa. L'ESSA è stata fondata nel 2005 come risultato del "caso Hoyzer" (lo scandalo sportivo che ha riguardato il calcio tedesco e che ha avuto inizio proprio dall'arbitro Robert Hoyzer) che portò il sistema "offline" del monopolio tedesco a perdere milioni di Euro perché non aveva gli strumenti per controllare i metodi di scommessa.
Nonostante il "caso Hoyzer" non abbia avuto impatto sulle compagnie di scommesse online, senza dubbio fu un segnale d'allerta che suggerì di lavorare assieme per avere informazioni su giochi che loro ritenevano sospetti. La cooperazione era facilitata dal fatto che internet è il miglior sistema di trasparenza, dove ogni transazione può essere monitorata, registrata e tracciata. Le compagnie di scommesse online svilupparono il sistema allo "stato dell'arte" per essere sicuri che il modo di giocare e le transazioni di denaro siano registrati e controllati per le transazioni sospette.
Nel 2005 i principali operatori online europei formarono la European Sports Security Association (ESSA) col mandato di tenere lo sport pulito e libero dalle manipolazioni. Per ottenere questo risultato, ESSA ha implementato un moderno sistema di monitoraggio tra i suoi membri finalizzato alla scoperta di ogni sistema di scommessa irregolare o di possibile "insider betting" riguardante ogni sport.
Il sistema moderno di controllo sviluppato da ESSA lavora a stretto contatto con le federazioni o società che regolamentano gli sport e i loro dipartimenti disciplinari e legali, assicurandosi che quando vi è un segnale di pericolo, questi soggetti sportivi siano avvisati immediatamente in maniera tale da prevenire qualsiasi tipo di manipolazione di eventi sportivi.
In questo modo, ESSA ha firmato un accordo di cooperazione con FIFA, UEFA, EPFL, la FA, DFB, ATP, ITF, WTA, ha stabilito dei rapporti con l'IOC e tante altre federazioni o società che regolamentano gli sport. 
I membri dell'ESSA sono: 888sport, Association of British Bookmakers (ABB), Bet365, bet-at-home.com, BetClic, Betdaq, Betsson, Betstars, Betvictor, Betway, Bwin, Digibet, Expekt, Fonbet, Interwetten, Ladbrokes, Paddy Power Betfair, Skybet, Sportingbet, Sporting Index, Sportium, StanleyBet, Stoiximan, Unibet, William Hill.